# Albert Mirot
Pour les articles homonymes, voir Mirot.
 (février 2020).
Si vous disposez d'ouvrages ou d'articles de référence ou si vous connaissez des sites web de qualité traitant du thème abordé ici, merci de compléter l'article en donnant les références utiles à sa vérifiabilité et en les liant à la section « Notes et références ».
Albert Mirot est un archiviste et historien français, né à Bièvres le 12 octobre 1902 et mort à Paris le 10 avril 1984.

## Biographie
Né dans une famille d'archivistes et de chartistes, Albert Mirot suit la voie de ses pères. Il obtient une licence ès-lettres puis entre à l'École des chartes, où il rédige une thèse sur La vie politique de Tanguy du Chastel soutenue en 1926.
Dès 1927, il rejoint les Archives nationales, où il fait toute sa carrière. D'abord archiviste au service des archives modernes, on lui confie ensuite des tâches administratives (chef du service des stages…). 
De 1961 à sa retraite en 1972, il est le conservateur en chef de la section ancienne.
Son œuvre d'historien est bien fournie, comprenant entre autres de nombreux articles dans des revues scientifiques. Il a lui-même largement participé à l'animation de ces revues et de plusieurs sociétés savantes, devenant notamment secrétaire de la Société de l'École des chartes, membre du Conseil de la Société de l'histoire de France, président de la Société de l'histoire de Paris et de l'Île-de-France, etc.
 Il est cependant surtout connu pour son manuel de géographie historique, écrit en collaboration avec son père, Léon Mirot.

## Publications
- Guide historique des rues de Paris, Paris, 1965 (en coll.)
- Jean Froissart, Chronique, livres XIII, XIV, XV (éd.), Paris, 1975
- Manuel de géographie historique de la France, Paris, 1947 et 1950 (en coll. avec Léon Mirot)